# وو یو (بازیگر)
وو یو (انگلیسی: Wu Yue; ۱۰ آوریل ۱۹۷۲ –) بازیگر اهل چین بود. وی از سال ۱۹۹۵ میلادی تاکنون مشغول فعالیت بوده است.
از فیلم‌ها یا برنامه‌های تلویزیونی که وی در آن نقش داشته است می‌توان به صد هنگ متجاوز اشاره کرد.